# Hemipenaeus spinidorsalis
Hemipenaeus spinidorsalis är en kräftdjursart som beskrevs av Charles Spence Bate 1881. Hemipenaeus spinidorsalis ingår i släktet Hemipenaeus och familjen Aristeidae. Inga underarter finns listade i Catalogue of Life.